# Toermalijn

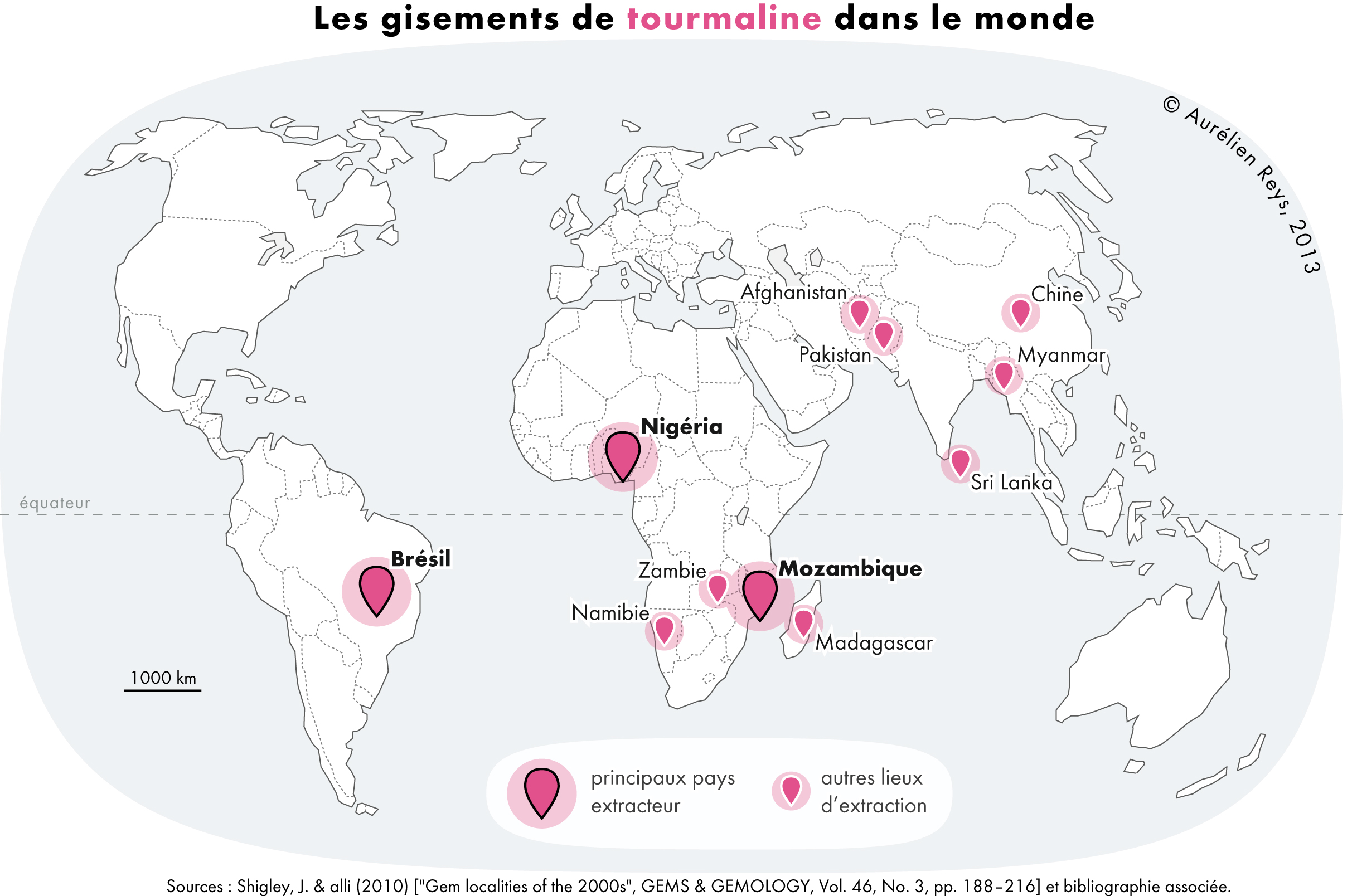
Meest toermalijn producerende landen

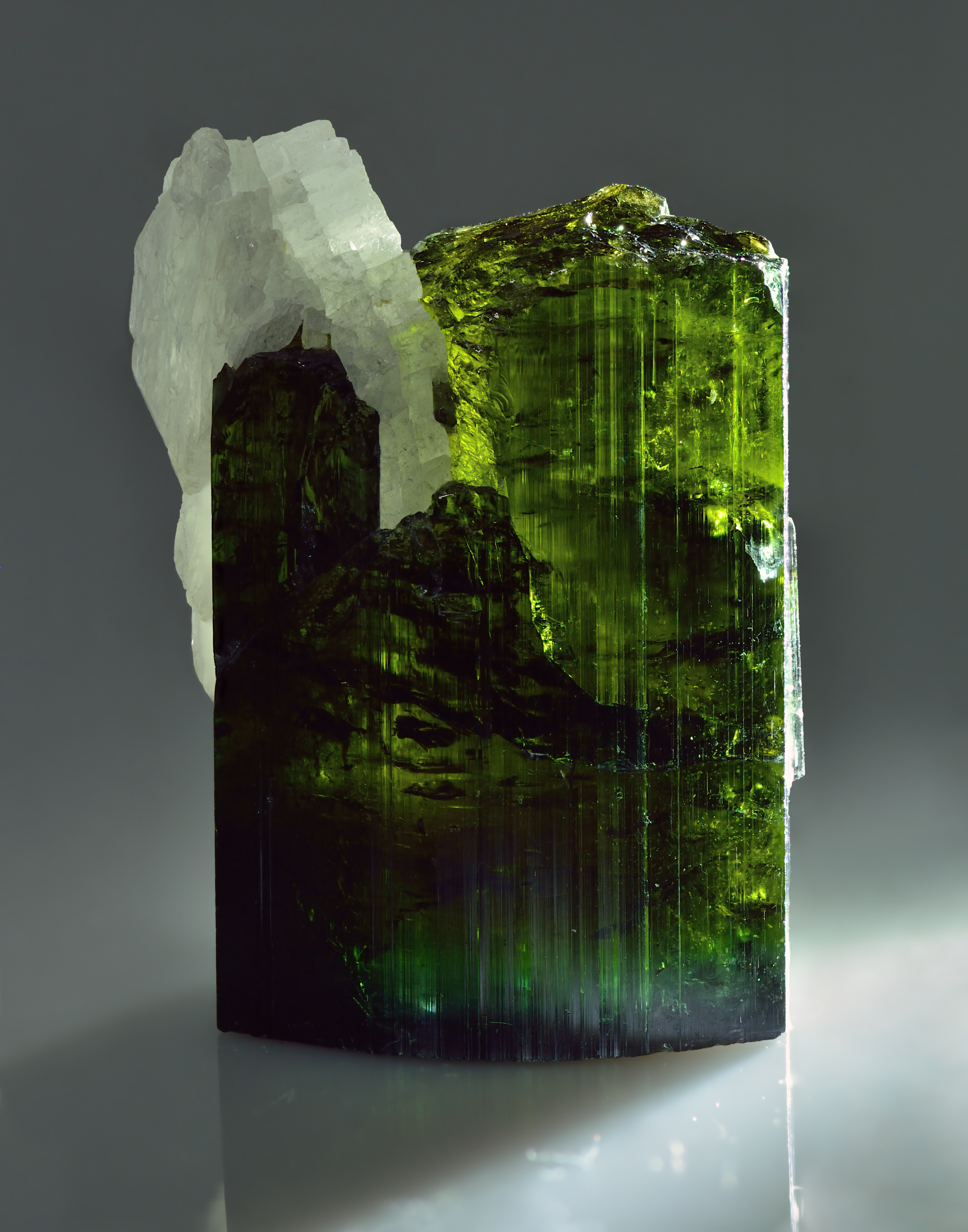
Elbaiet

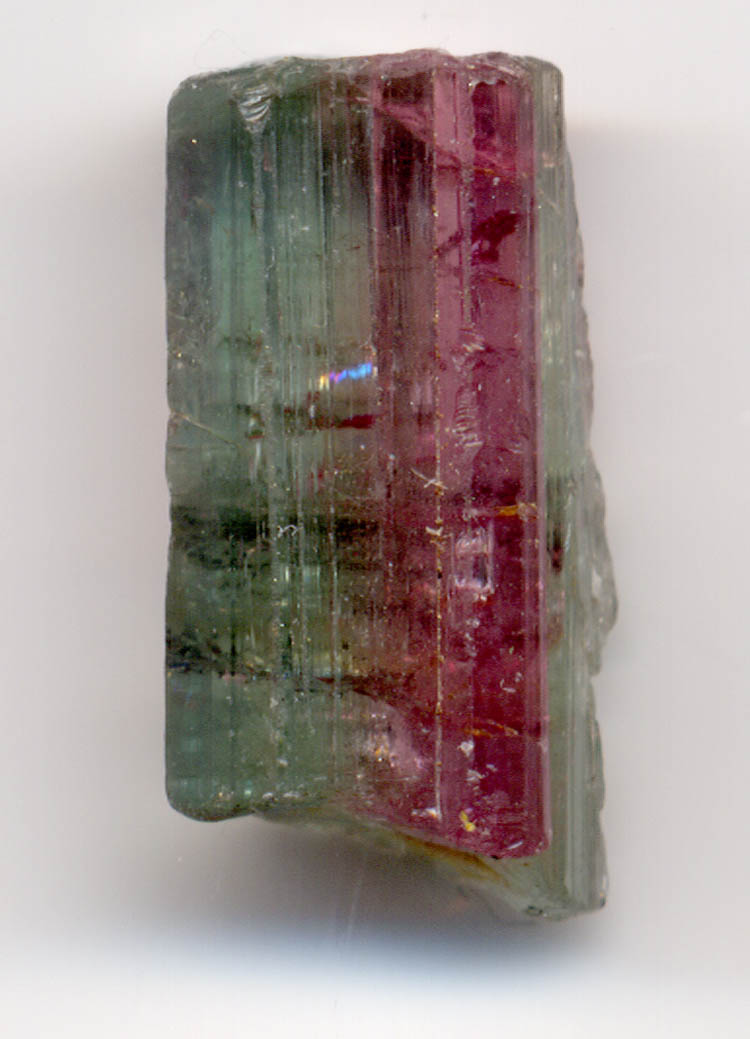
Tweekleurig toermalijn

Toermalijn of Tourmalijn is een groep van mineralen. Het zijn allemaal cyclosilicaten. De toermalijnen hebben een overeenkomstige molecuulformule:
AX3Y6(BO3)3 Si6O18(O, OH, F)4.
De A kan calcium of natrium zijn, de X kan aluminium, ijzer, lithium of magnesium zijn en de Y is normaal gesproken aluminium, maar kan ook chroom of ijzer zijn. Op de positie van A kan kalium voorkomen, mangaan kan in X voorkomen en vanadium kan in Y worden aangetroffen, maar deze elementen komen niet vaak voor in de molecuulformule van de toermalijngroep.

## Geschiedenis
Hoewel toermalijn al in de oudheid bekend was in het gebied om de Middellandse Zee, werd het pas in 1703 door Hollanders vanuit Sri Lanka ingevoerd in West-Europa. Zij noemden de nieuwe edelsteen met een Singalees woord Turmali, wat zoveel betekent als 'steen met gemengde kleuren'. Er werden van oudsher rubellieten, of roze toermalijn, door kunstenaars als edelstenen gebruikt, die voor hun een amulet waren omdat ze hun creativiteit zouden vergroten.
Rode toermalijn werd in het verleden vaak voor robijn aangezien. Je kunt dan ook rode 'robijnen' (toermalijn dus) in koningskronen en andere regalia vinden. De keizerskroon van tsarina Catharina de Grote bevat bovenop een rode toermalijn (rubelliet) van 385 karaat. Zij liet de kroon in 1762 maken voor haar kroning in Moskou. De kroon is van witgoud ingelegd met duizenden diamanten en 74 parels.

## Eigenschappen
Alle toermalijnen zijn een cyclosilicaat en hebben een trigonaal kristalstelsel. Ze zijn pleochroïsch, wat betekent dat het kristal donkerder van kleur is gezien langs de langste as van het kristal, dan gezien loodrecht op die as. Toermalijnen zijn piëzo-elektrisch, als een kristal wordt verhit of samengedrukt, ontstaat er een elektrisch potentiaalverschil tussen de beide kanten van het kristal en als er een elektrische potentiaal op het kristal wordt gezet, vibreert het.

## Voorkomen
De vier bekendste en meest voorkomende toermalijnmineralen hebben verschillende kleuren en hebben een verschillende opaciteit. Zo is elbaiet doorzichtig en is het een waardevolle edelsteen.
Schorl, waar veel ijzer in zit, komt van de toermalijnen het meest voor en is zwart en opaak. Het wordt vooral in pegmatieten gevormd, de ganggesteenten van magma dat heel langzaam afkoelt. De twee andere toermalijnen die regelmatig voorkomen zijn draviet en uviet. Draviet is doorgaans bruin doorschijnend en kan erg groot worden. Uviet is groen doorschijnend tot opaak.
Toermalijn komt voor in de zandfractie uit het Kwartair van het sediment in Nederlandse rivieren. Het is onder andere een kenmerkend bestanddeel van Maaszanden. In de zware-mineraalanalyse zoals dat in Nederland bij de Rijks Geologische Dienst gedurende de tweede helft van de twintigste eeuw plaatsvond, wordt het mineraal ingedeeld bij de zogenoemde stabiele groep.

## Ontstaan
Toermalijn komt in pegmatieten, metamorfieten en magmatieten voor en in alluviale afzettingen.

## Variëteiten
Naar de kleur worden in de handel de volgende variëteiten onderscheiden:
- Achroiet – kleurloos of bijna kleurloos, zeer zeldzaam en duur
- Rubelliet – roze tot rood, soms met een zweem naar violet. De meest waardevolle is de versie met robijnkleur.
- Draviet – geelbruin tot donkerbruin
- Verdeliet – alle tinten groen
- Indigoliet – alle soorten blauw
- Siberiet – lilarood tot violetblauw, gedeeltelijk ook synoniem met rubelliet
- Schorl – zwart, wijdverbreid, veel gebruikt bij rouwkleding. De naam komt van een oude mijnwerkersuitdrukking.

Tegenwoordig gebruikt men in plaats van de variëteitsnamen steeds vaker een kleuraanduiding, bijvoorbeeld gele en roze toermalijn.

## Soorten
Toermalijnen worden in de mineralogie op basis van hun chemische samenstelling onderscheiden. Er komen de volgende namen voor:
- Buergeriet – brons tot donkerbruin - Na Fe3 Al6 [ (O,OH)3 | (OH)(BO3)3 | Si6O18 ]

naar de Amerikaanse kristallograaf  Martin Buerger (1903-1986).
- Chroomdraviet – groen tot donkergroen - Na Mg3 (Cr, Fe)6 [ (OH)3 | (OH) | (BO3)3 | Si6O18 ]

chroomanaloog van draviet
- Draviet – geel tot donkerbruin - Na Mg3 Al6 [ (OH)3 | (OH) | (BO3)3 | Si6O18 ]

naar de rivier de Drau in Karinthië, in Oostenrijk
- Elbaiet – groen, blauw-groen, blauw, rood, roze, oranje, geel, kleurloos - Na (Li, Al)3 Al6 [ (OH)3 | (OH) | (BO3)3 | Si6O18 ]

naar het eiland Elba in de Middellandse Zee bij Italië:
- Feruviet – donkerbruin tot zwart - Ca (Fe, Mg)3 Mg Al5 [ (OH)3 | (OH) | (BO3)3 | Si6O18 ]

ijzeranaloog van uviet
- Foitiet – donkerblauw tot blauwzwart - [] Na<0,5 (Fe, Al)3 Al6 (BO3)3 (Si O3)6 (OH)4

naar de Amerikaanse mineraloog Franklin F. Foit jr (1942-)
- Liddicoatiet – lichtbruin, roze tot rood, groen, blauw - Ca (Li, Al)3 Al6 (BO3)3 (O, OH, F)4

naar Amerikaanse gemmoloog Richard T. Liddicoat  (1918-2002). Een calciumtoermalijn.
- Magnesiofoitiet – licht grijsblauw, blauwgrijs - [] [Mg2 (Al, Fe3+)3)] Al6 [ (OH)3 |(OH)(BO3)3 | Si6O18 ]

magnesiumanaloog van foitiet
- Oleniet – lichtroze, blauw, lichtblauw, groenig, kleurloos - ([],Na)[Al,Li,3][(Al6])[ O3 | F | (BO3)3 | Si6O18 ]

naar een oude mijnwerkersuitdrukking voor valse steen of naar zijn vindplaats aan de Olenek rivier in Noord-Siberië.
- Povondraïet – groen - Na [Fe3+2] [(Fe3+6] [ O3 | (OH) | (BO3)3 | Si6O18 ]

naar de Tsjechische mineraloog  Pavel Povondra (1924-2013).
- Rossmaniet – lichtroze tot kleurloos - [][LiAl2] Al6 [ (OH)3 | (OH) | (BO3)3 | Si6O18 ]

naar de Amerikaanse geleerde  George R. Rossman (1945-).
- Schorl – zwart - Na [Fe2+3] (Al6 [ (OH)3 | (OH) | (BO3)3 | Si6O18 ]

naar een oude mijnwerkersuitdrukking voor valse steen; andere theorie is naar de typelocatie, vroeger Schorl, tegenwoordig Zschorlau in Saksen in Duitsland.  In de tinmijn vlak bij dit plaatsje werd zeer veel zwarte toermalijn gevonden. In de mijnbouw in de late Middeleeuwen betekent schorl zoiets als ‘onrein, onnut erts, afval’, omdat bepaalde ertsen insluitsels hadden van toermalijn (en andere vergelijkbare draderige mineralen), waardoor ze bros en moeilijk te verwerken waren.
- Siberiet - lila, roze, rood - Na(Li1.5Al1.5)Al6(Si6O18)(BO3)3(OH)3(OH)

naar zijn vindplaats in Siberië.
- Uviet – bruin, zwart, rood, blauw - Ca [(Mg,Fe2+)3] [MgAl5] [ (OH)3 | (OH) | (BO3)3 | Si6O18 ]

naar de provincie Uva in Sri Lanka. Het is magnesium-toermalijn.
- Vanadiumdraviet – donkergroen tot zwart - Na Mg3 [(V3+6] [ (OH)3 | (OH) | (BO3)3 | Si6O18 ]

vanadiumanaloog van draviet

## Overige
- Toermalijn is moeilijk om na te maken vanwege de natuurlijke strepen in de toermalijn. Glas is er nog het beste voor geschikt.
- Reinigen met ultrasoon geluid of stroom is riskant en grote temperatuurschommelingen moeten worden vermeden. De grensvlakken van meerkleurige stenen zijn bros.